# New York Film Academy
De New York Film Academy - School of Film and Acting (NYFA) is een for-profit film- en acteerschool gevestigd in New York, Los Angeles en Miami. De New York Film Academy werd in 1992 opgericht door Jerry Sherlock, een voormalige film-, televisie- en theaterproducent. Het was oorspronkelijk gevestigd in het Tribeca Film Center. In 1994 verhuisde NYFA naar 100 East 17th Street, het voormalige gebouw van de Tammany Hall op de noordoostelijke hoek van Union Square. Na twintig jaar bewoning verhuisde de Academie in 2014 van Tammany Hall naar de zuidelijke tip van Manhattan, om de eerste verdieping van 17 Battery Place, ook gekend als de Whitehall Building in te nemen, tegenover The Battery.
In 2012 telde de school ruim 400 medewerkers en meer dan 5.000 studenten per jaar (waarvan velen van buiten de Verenigde Staten). NYFA biedt opleidingen voor master-, bachelor- en associate graden aan, evenals een- en tweejarige conservatoriumprogramma's, kortlopende workshops en jongerenprogramma's en zomerkampen.